# Anthenea rudis
Anthenea rudis är en sjöstjärneart som beskrevs av Jean Baptiste François René Koehler 1910. Anthenea rudis ingår i släktet Anthenea och familjen Oreasteridae. Inga underarter finns listade i Catalogue of Life.